# Distanz Verlag
Der Distanz Verlag ist ein deutscher Kunstbuchverlag mit Sitz in Berlin unter der Leitung von Matthias Kliefoth und Christian Boros. Mit einem interdisziplinären Team aus den Bereichen Kunstgeschichte, Geisteswissenschaften und Gestaltung verlegt DISTANZ Bücher über zeitgenössische Kunst, Kunsttheorie, Fotografie, Architektur und Design.
Der Verlag wurde 2010 von Christian Boros und Uta Grosenick gegründet. 2019 löste Matthias Kliefoth als Verleger Uta Grosenick ab und ist seitdem Teil der Geschäftsführung. DISTANZ ist Preisträger des Deutschen Verlagspreises 2022 und 2023.
Das Verlagsbüro befindet sich im historischen Alten Pumpwerk.

## Verlagsprogramm
Im Verlag erscheinen größtenteils zweisprachige (deutsch/englisch) oder mehrsprachige Bücher und Ausstellungskataloge zur bildenden Kunst, Fotografie, Architektur und Design im 20. und 21. Jahrhundert. Zudem verlegt der Distanz Verlag limitierte Künstlereditionen.
Seit 2024 verlegt DISTANZ zudem die historische Buchreihe FUNDUS – in der Fundus-Bibliothek sind bis heute über 150 Bände erschienen. Der publizistische Schwerpunkt liegt bei Texten zu Entwicklungen der Kunst und Aspekten der Kunst-, Kultur- und Philosophiegeschichte von zeitgenössischen Autoren. Außerdem erscheinen Neuauflagen und Editionen grundlegender historischer Schriften, Aufsatzsammlungen und Monografien namhafter Geisteswissenschaftler.